# Deuteragonista fulvilata
Deuteragonista fulvilata är en tvåvingeart som beskrevs av Collin 1933. Deuteragonista fulvilata ingår i släktet Deuteragonista och familjen dansflugor. Inga underarter finns listade i Catalogue of Life.